# Isabelle de Charrière

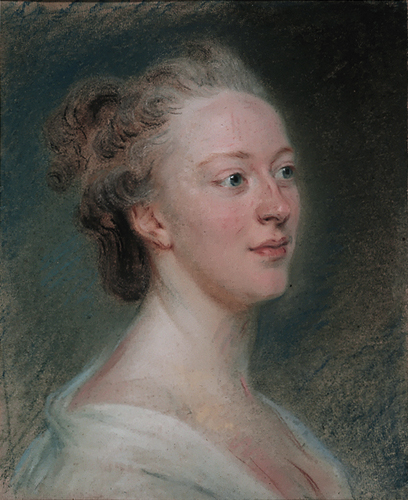
Isabelle de Charrière, von Maurice Quentin de La Tour, 1766, Musée d’art et d’histoire (Genf).

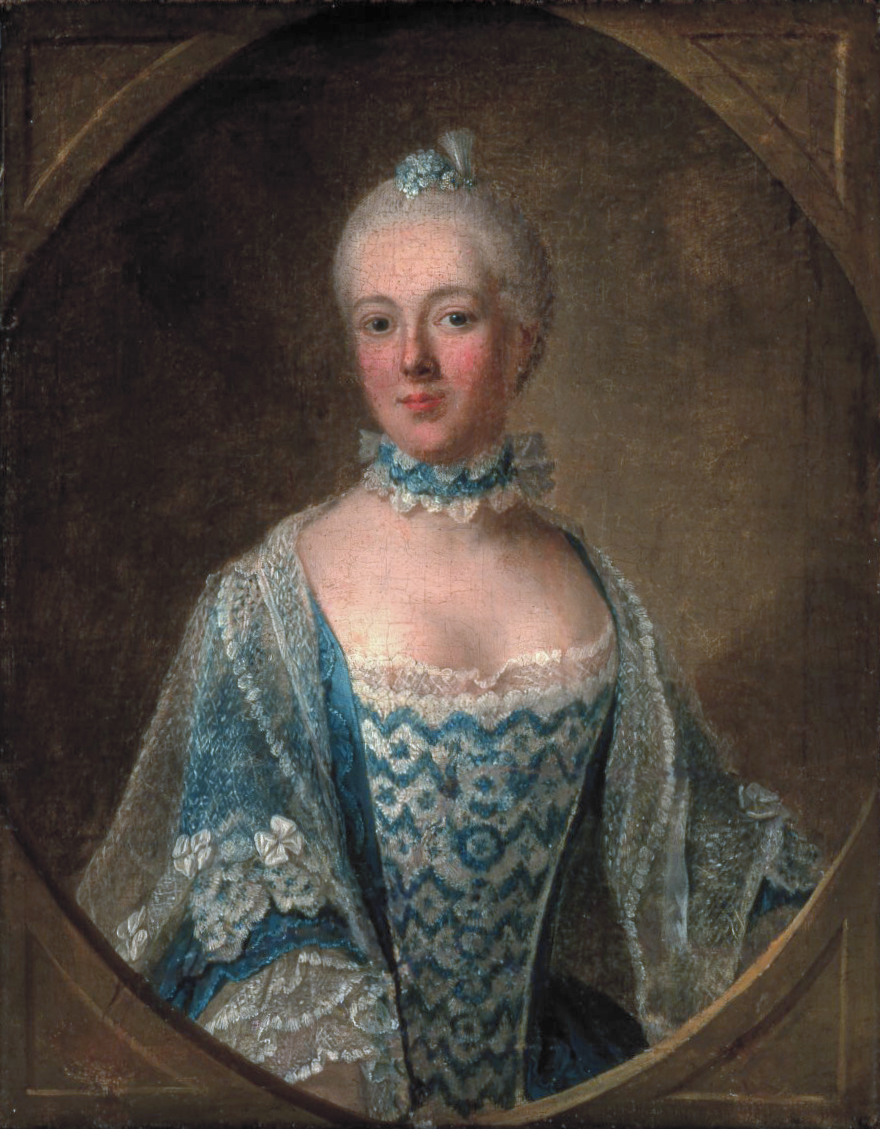
Isabelle de Charrière, von Guillaume de Spinny 1759.

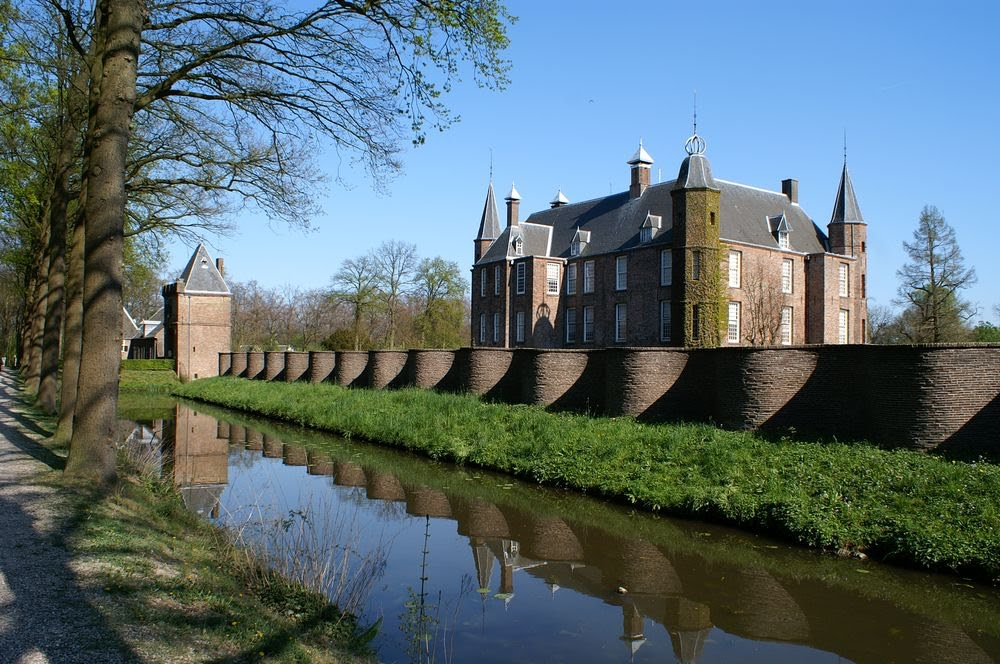
Schloss Zuylen, Niederlande.

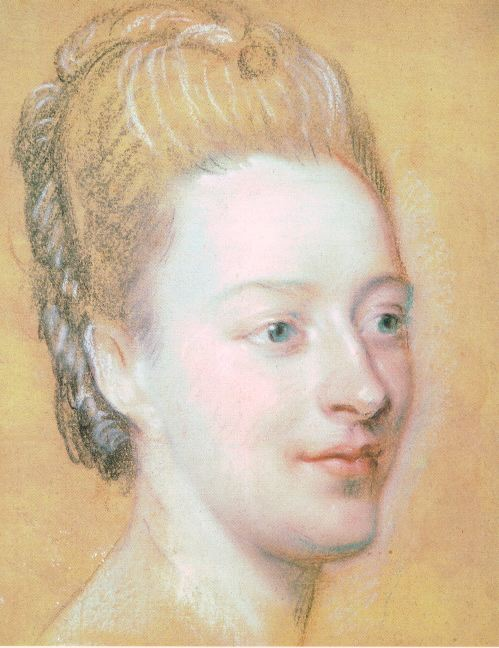
Isabelle de Charrière, von Maurice Quentin de La Tour 1771 Musée Antoine-Lécuyer, Saint-Quentin.

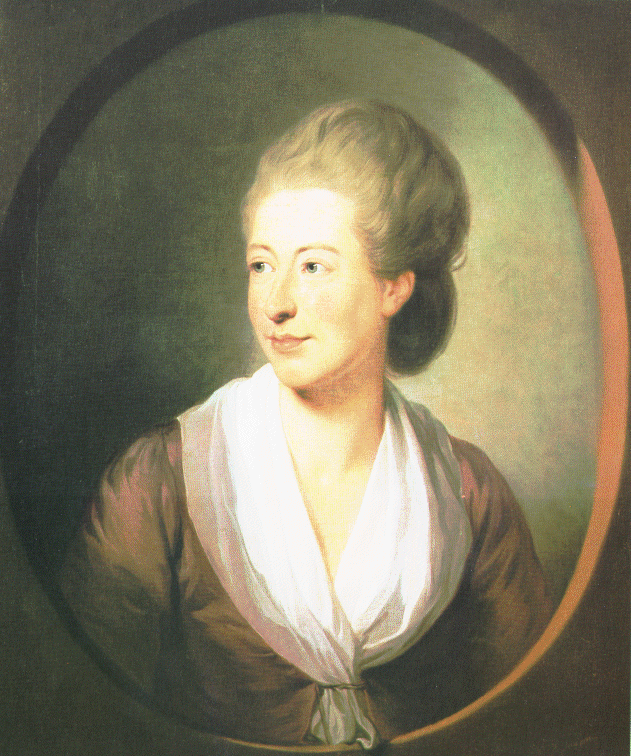
Isabelle de Charrière, von Jens Juel 1777

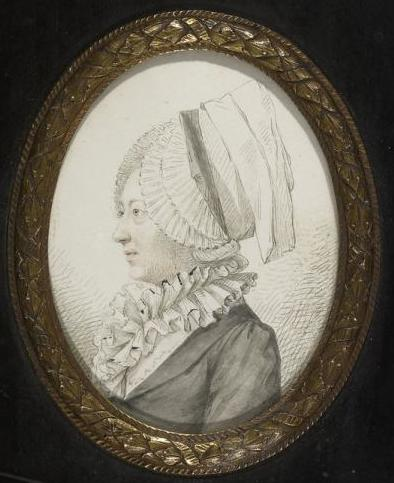
Miniaturporträt Isabelle de Charrière (1781)

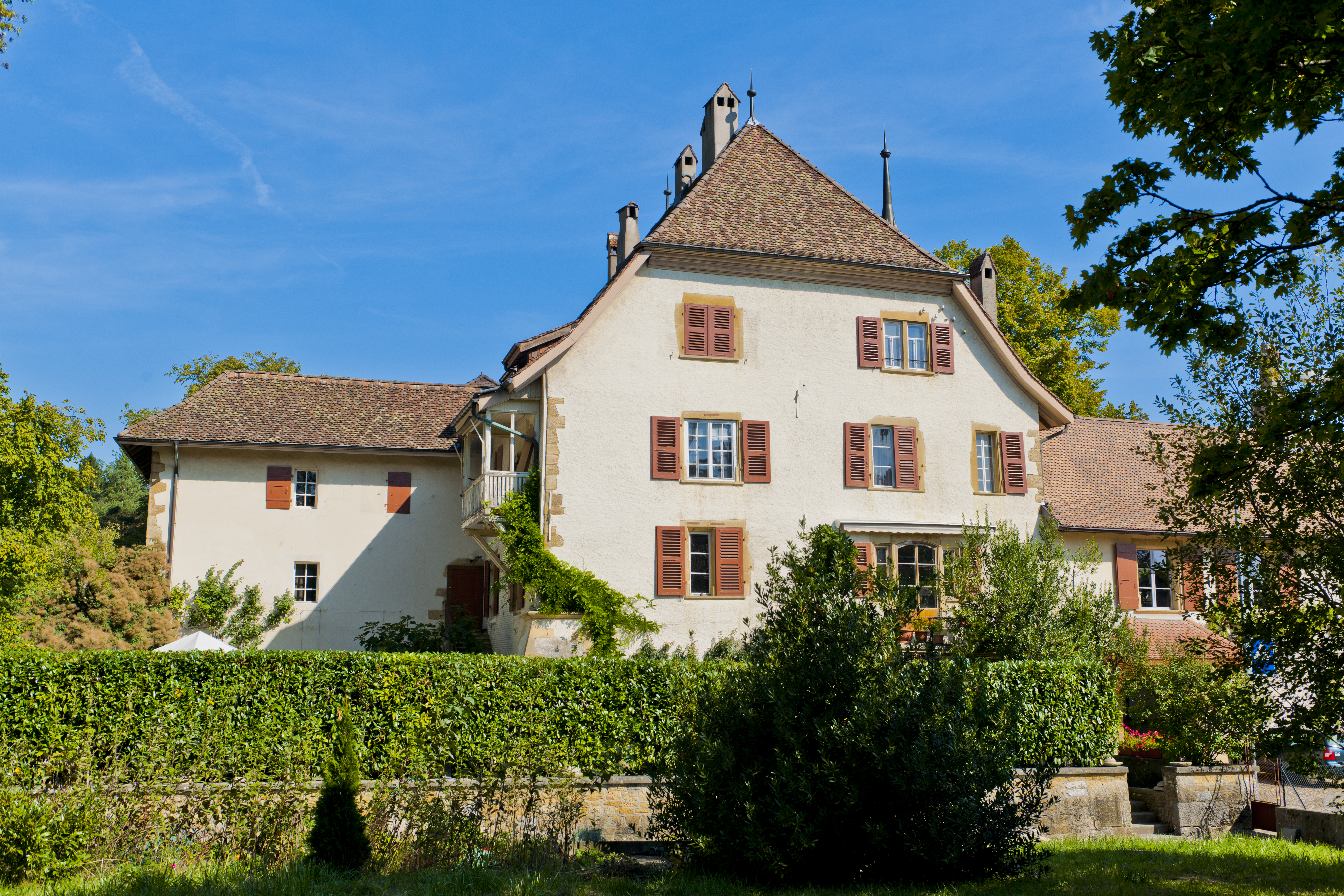
Le Pontet, Colombier, Milvignes, Schweiz.

Isabelle de Charrière (Belle van Zuylen) (* 20. Oktober 1740 bei Utrecht; † 27. Dezember 1805 in Colombier, Fürstentum Neuenburg (damals zu Preußen)) war eine niederländisch-neuenburgische Schriftstellerin französischer Sprache, Übersetzerin und Komponistin.

## Leben und Werk
Isabelle de Charrière wurde am 20. Oktober 1740 als Isabella Agneta Elisabeth van Tuyll van Serooskerken auf Schloss Zuylen bei Utrecht in eine hochadlige holländische Familie geboren. Sie wurde von 1746 bis 1753 von Gouvernanten aus der französischsprachigen Schweiz erzogen, weshalb sie die französische Sprache bald fließend beherrschte. Sie erhielt eine umfassende Bildung, sprach mehrere weitere Sprachen, unter anderem Englisch und Latein, und erwarb sich Kenntnisse in Physik und Mathematik.
1760 begann eine lange und vertrauliche Korrespondenz mit David-Louis Constant d’Hermenches, die bis 1776 andauerte. Im Jahr 1763 erschien ihre erste Erzählung Le Noble, ein satirisches Werk in französischer Sprache. Ein Jahr später lernte sie James Boswell kennen, der später um ihre Hand anhielt (1766). In London lernte Isabelle 1767 David Hume kennen. Sie heiratete, nachdem sie eine Vielzahl von Bewerbern abgelehnt hatte, am 17. Februar 1771 den aus der Schweiz stammenden Erzieher ihres Bruders Willem-René, Charles-Emmanuel de Charrière de Penthaz. Im Jahr 1771 zog das Paar nach Colombier bei Neuenburg, wo es im herrschaftlichen Anwesen Le Pontet wohnte. Während der Vorbereitungszeit auf die Reise in die Schweiz erhielt sie in Paris bei Maurice Quentin de La Tour Zeichenunterricht.
In der Zeit am Neuenburgersee entwickelte sich eine freundschaftliche Beziehung zwischen Isabelle und dem örtlichen Pfarrer David de Chaillet sowie mit Pierre-Alexandre DuPeyrou. Mit letzterem, der große Teile des Nachlasses von Jean-Jacques Rousseau verwaltete, besorgte de Charrière, selbst eine begeisterte Anhängerin Rousseaus, 1789 die Veröffentlichung von dessen „Bekenntnissen“.
Bereits im Jahr 1784 erschienen ihre Romane Lettres Neuchâteloises und Mistress Henley und bald darauf eine reiche Anzahl weiterer Publikationen, die teilweise von Ludwig Ferdinand Huber, der zusammen mit seiner späteren Frau Therese Huber mehrere Jahre im nahe gelegenen Bôle lebte, in die deutsche Sprache übersetzt wurden. 1787 lernte die Schriftstellerin Benjamin Constant in Paris kennen. Diese Beziehung verlor an Bedeutung, als Constant sich seit 1794 Germaine de Staël zuwandte, doch blieben beide weiter in einem persönlichen und brieflichen Kontakt. Während der Französischen Revolution gewährte sie einigen Adeligen aus Frankreich Zuflucht.
Die Tochter Therese Hubers aus erster Ehe, Therese Forster, lebte von 1801 bis zu ihrem Tod als Hausdame bei der Schriftstellerin. Isabelle de Charrière starb in der Nacht vom 26. zum 27. Dezember 1805 im Alter von 65 Jahren in Le Pontet.

## Bedeutung und Wirken
Isabelle de Charrière kommt eine große Bedeutung für die Rezeption der deutschen Klassik im französischen Sprachraum zu. Ihre Stellung als Schriftstellerin und Briefschreiberin in der Zeit der Spätaufklärung und der französischen Revolution wird heute besonders in der englischen, amerikanischen, niederländischen und französischen feministischen Forschung untersucht. De Charrière stand in brieflichem Kontakt mit bedeutenden Persönlichkeiten ihrer Zeit wie dem Schotten James Boswell und verstand sich über ihre eigene schriftstellerische Tätigkeit hinaus als Mittlerin zwischen dem deutschen und dem französischen Kulturkreis. Trotz aller persönlichen Differenzen wurde sie deshalb etwa von Germaine de Staël bewundert (Besucherin 1793 und 1794 in Colombier), auch wenn Isabelle de Charrière der neu entstehenden romantischen Schule in der deutschen Literatur nichts abgewinnen konnte und gegen Anne-Louise-Germaine Baronin von Staël-Holstein eine Verteidigungsschrift für Rousseaus Witwe Thérèse Levasseur (1721–1801) und 1789 eine Satire Courte replique a l’auteur d’une longue réponse par Mme la baronne de… über die Freifrau anonym veröffentlichte.
Sie versuchte, junge regionale Talente zu fördern und zum Schreiben anzuhalten. Dies betraf zunächst die von ihr entdeckte Henriette L’Hardy, Caroline Sandoz-Rollin, Marie Therese Forster und später die in Colombier als Tochter des dortigen Pfarrers Jonas de Gélieu lebende Isabelle de Gélieu. Mit dieser veröffentlichte sie im Jahre 1797 eine französische Übersetzung des Romans „Art and Nature“ von Elizabeth Inchbald.

## Werke
- Oeuvres complètes. Édition critique. Von J-D. Candaux, C.P. Courtney, P. Dubois, S. Dubois-de Bruyn, P. Thompson, J. Vercruysse, D.M. Wood G.A. van Oorschot, Amsterdam, 1979–1984, 10 tomes. Tomes 1-6, Correspondance; tome 7, Theatre; tomes 8-9, Romans, Contes et Nouvelles; tome 10, Essais, Vers, Musique. ISBN 978-90-282-0500-0.
- Die wiedergefundene Handschrift: Victoire ou la vertu sans bruit. Hrsg. von Magdalene Heuser. In: Editio. Internationales Jahrbuch für Editionswissenschaft. 11 (1997), S. 178–204.
- Early writings. New material from Dutch archives. Éd. Kees van Strien, Éditions Peeters, Löwen, 2005. ISBN 978-90-429-1646-3.
- Correspondances et textes inédits. Éd. Guillemette Samson, J-D. Candaux, J. Vercruysse et D. Wood. Honoré Champion, Paris, 2006. ISBN 978-2-7453-1310-2[3]

## Ausgaben
- Die Vorzüge des alten Adels. Eine Erzählung aus dem Französischen. Übersetzt von J.L. Benzler. in der Meyerschen Buchhandlung, Lemgo, 1772. (Le Noble)
- Cecilie und Kalliste, oder Briefe aus Lausanne. Aus dem Französischen von Friedrich Menzel. Verlag der Zeitungsdruckerey, Bayreuth, 1792.
- Schweizersinn. Lustspiel in drei Aufzügen. Nach dem französischen Manuskript L’Emigré von der Frau von C***, übersetzt von dem Herausgeber der Friedens-Präliminarien (= Ludwig Ferdinand Huber). Vossischen Buchhandlung, Berlin, 1794. (L’Emigré)
- Der Trostlose. Lustspiel in einem Aufzuge. Nach dem französischen Manuskript der Verfasserin von Schweizersinn, übersetzt von dem Herausgeber der Friedens-Präliminarien. Vossischen Buchhandlung, Berlin, 1794. (L’Inconsolable)
- Briefe aus den Papieren einiger Emigrirten. Von der Verfasserin des Lustspiel Schweizersinn, übersetzt und bearbeitet von L.F. Huber. In: Friedens-Präliminarien Bd. 3 und Bd. 4. 1794.
  - Neudruck: Alphons und Germaine: oder Briefe aus den Papieren einiger Emigrirten. Vossische Buchhandlung, Berlin, 1795.
- Drei Weiber. Eine Novelle von dem Abbé de la Tour. Aus dem französischen Manuskript übersetzt von L.F. Huber. Peter Philipp Wolfischen Buchhandlung, Leipzig, 1795. (Trois Femmes)
- Eitelkeit und Liebe, ein Lustspiel in drei Aufzügen. Übersetzt von Therese Huber. Peter Philipp Wolfische Buchhandlung, Leipzig, 1795.
- Du und Sie, ein Lustspiel in drei Aufzügen. Bearbeitet von L.F. Huber. Peter Philipp Wolf, Leipzig, 1796. (La parfaite liberté ou les vous et les toi)
- Honorine von Üserche, oder die Gefahr der Systeme. Eine Novelle von Abbé de la Tour. Nach dem französischen Manuskript übersetzt von L.F. Huber. Peter Philipp Wolfischen Buchhandlung, Leipzig, 1796.
- Die Ruinen von Yedburg. Von der Frau von Ch…, Verfasserin von Calliste, Alphons und Germaine, Drei Weiber, Honorine von Userohn u. s. w. aus dem französischen Manuskript übersetzt. (Von Therese Huber). In: Flora. Teutschlands Töchtern geweiht. Eine Monatschrift von Freunden und Freundinnen des schönen Geschlechts. Bd. 3 und 4. Cotta, Tübingen, 1798.
  - Neudruck: Die verfallene Burg. Aus dem Französischen des Abbé de la Tour frei bearbeitet. C.G. Weigel, Leipzig, 1801.
- Babet von Etibal. Aus dem Französischen des Abbé de la Tour frei bearbeitet [von Christian August Wichmann]. C.G. Weigel, Leipzig, 1800. (Sainte Anne)
- Albrecht und Luise. Eine schweizerische Erzählung. Aus dem Französischen der Madame ***. Übersetzt von L.F. Huber. In: Flora. Teutschlands Töchtern geweiht. Eine Quartalschrift von Freunden und Freundinnen des schönen Geschlechts. Bd. 4. Cotta, Tübingen, 1803.
- Briefwechsel zwischen der Herzogin von *** und der Fürstin von ***, ihrer Tochter. In: Vierteljährliche Unterhaltungen. Herausgegeben von L.F. Huber. Cotta, Tübingen, 1804.

Herausgaben
- Composities van Belle van Zuylen. 1. Airs et Romances, 2. Menuetten, 3. Klaviersonates. Geredigeerd en ingeleid door Marius Flothuis. Donemus, Amsterdam, 1983. ISBN 978-90-74560-39-9.
- Drei Weiber. Aus dem Französischen von Ludwig Ferdinand Huber und Manfred Hinz (Hrsg.). [Neu übersetzt S. 143–202, Nachwort S. 203–236]. Verlag Karl Stutz, Passau, 2009. ISBN 978-3-88849-073-6.

## Zitat Le Noble 1763
„In einer der Provinzen Frankreichs lag ein sehr altes Schloss, welches von einem alten Abkömmling einer noch ältern
Familie bewohnt wurde. Der Baron von Arnonville war für das Verdienst dieses Alter sehr empfindlich und das mit Recht, denn er hatte ausserdem nicht viel ander Verdienst. Aber sein Schloss würde sich besser dabey befunden haben wenn es etwas neuer gewesen wäre. Einer von den Türme desselben füllte schon einen Theil des Graben aus, in welchem man übrigens weiter nichts sah, als ein wenig schlammigtes Wasser worin die Frösche den Plass der Fische eingenommen hatten. Seine Tafel war mässig, aber rings um seinen Speisesal prangeten die Geweihe der Hirsche, welche seine Vorfahren erlegt hatten. Er erinnerte sich an den Fleischtagen dass er das Recht zu jagen, und an den Fasttagen, dass er das Recht zu Fischen hatte. Zufrieden mit diese Rechten, gönnte er ohne Neid den nicht edlen Finanzpächtern ihre Fasanen und Karpfen. Er verwandte seine mässigen Einkünfte zu eifriger Betreibung eines Processes, wegen des Rechts, auf seine Gütern hängen zu lassen; und nie wär' es ihm in die Sinn gekommen dass man einen besseren Gebrauch von dem Seinigen machen, oder dass man seinen Kindern etwas bessers hinterlassen könnte als die hohe und die niedere Gerichtsbarkeit. Das Geld, welches zu seinen kleinen Ausgaben bestimmt war, gebrauchte er dazu, die Wappen mit welchem alle Zimmerdecken geziert waren, zu erneuern und die Bildnisse seiner Vorfahren wieder aufmalen zu lassen.“

## Trivia
- Der Asteroid mit der Nr. 9604 Bellevanzuylen wurde 1991 nach ihr benannt durch Eric Walter Elst.
- In Utrecht war der Bau eines Wolkenkratzers, des höchsten Gebäudes der Niederlande, geplant, der den Namen „Belle van Zuylen“ erhalten sollte.